# Ockerbrust-Ameisenpitta
Der Ockerbrust-Ameisenpitta (Grallaricula flavirostris) ist eine Vogelart aus der Familie der Ameisenpittas (Grallariidae). Er bewohnt tropische Bergwälder in Süd- und Mittelamerika, wobei er als einziger Vertreter seiner Gattung nicht nur auf dem südamerikanischen Kontinent vorkommt. Die Art gilt derzeit (2021) als „potenziell gefährdet“.

## Merkmale

### Körperbau und Aussehen
Wie alle Vertreter der Gattung Grallaricula ist auch der Ockerbrust-Ameisenpitta ein sehr kleiner Vogel, der ausgewachsen nur eine Größe zwischen 10,0 und 10,2 cm erreicht. Das Gewicht liegt bei 14 bis 18 g. Der Schwanz ist besonders kurz, die Flügel kurz und an den Spitzen abgerundet. In Verbindung mit einem breiten Hals und einem recht großen Kopf entsteht so der Eindruck eines ausgesprochen rundlichen Körperbaus. Die Beine sind hingegen sehr dünn und lang und setzen recht weit hinten am Körper an, was zu einer aufrecht wirkenden Körperhaltung führt. Bei der Färbung des Gefieders bestehen große individuelle Unterschiede, ein äußerlich erkennbarer Sexualdimorphismus liegt bei der Art allerdings nicht vor. Ein typisches Exemplar der Nominatform ist am Rücken in einem matten Braun gefärbt, das zur Haube hin zunehmend grau verwaschen wird. Der ansonsten braune Gesichtsbereich tendiert leicht ins Ockerfarbene, wobei diese Färbung besonders als Augenring und breiter, halbmondförmiger Fleck hinter dem Auge ausgeprägt ist. Die Breite des Augenrings kann von Vogel zu Vogel unterschiedlich sein. Schwanz und Flügel sind ebenfalls braun, wobei bei letzteren die Schwungfedern leicht rotbraun gesäumt sind. Die Basis der Arm- und Handdecken ist an der Oberseite zumeist etwas heller als der übrige Flügel. Ihre Unterseite ist hingegen eher gelb- oder ockerbraun. Die äußere Fahne des Daumenfittichs sticht durch eine dunklere Färbung hervor. Kehle und Brust sind in der Regel ockerfarben, hier zeigen sich jedoch die größten individuellen Variationen. Zu den Flanken hin werden die Farbtöne langsam heller. An der Kehle findet sich zudem ein schmaler, schwarzer Streifen, der allerdings oft nur schwer zu sehen ist. An der Brust und den Seiten sind die Federn oft olivbraun oder schwärzlich gesäumt, was dem Bereich je nach Ausprägung ein gestreiftes oder geschupptes Aussehen verleiht. Bauch und Unterschwanzdecken sind hingegen mehr oder weniger einfarbig weiß. Die obere Mandibel des kurzen, geraden Schnabels ist bräunlich bis schwarz, die untere eher gelblich gefärbt. Beine und Füße sind gräulich-pink. Die Iris des Auges ist braun und wirkt sehr dunkel.

### Jungvögel
Nach dem Verlassen des Nests tragen junge Ockerbrust-Ameisenpittas noch immer ein weiches, wie Wolle anmutendes Daunenkleid in Rot- und Brauntönen. Dieses ist so lang, dass der kurze Schwanz der Vögel darin vollkommen verschwindet, nur im Gesichtsbereich ist es etwas kürzer. Die zwischen den Federn sichtbare Haut ist einem dunklen Pink gefärbt. Im Jugendkleid werden die Daunen erst nach und nach durch eigentliche Federn ersetzt, besonders am oberen Rücken und der Haube sind die Daunen aber noch für einen längeren Zeitraum sichtbar. Die Musterung im Gesicht und an der Brust ist noch weniger stark ausgeprägt als bei den Adulten, der Schnabel wechselt seine Farbe langsam von einem hellen Orange über Gelbtöne, bis er schließlich die endgültige, dunklere Färbung annimmt.

## Habitat und Verhalten

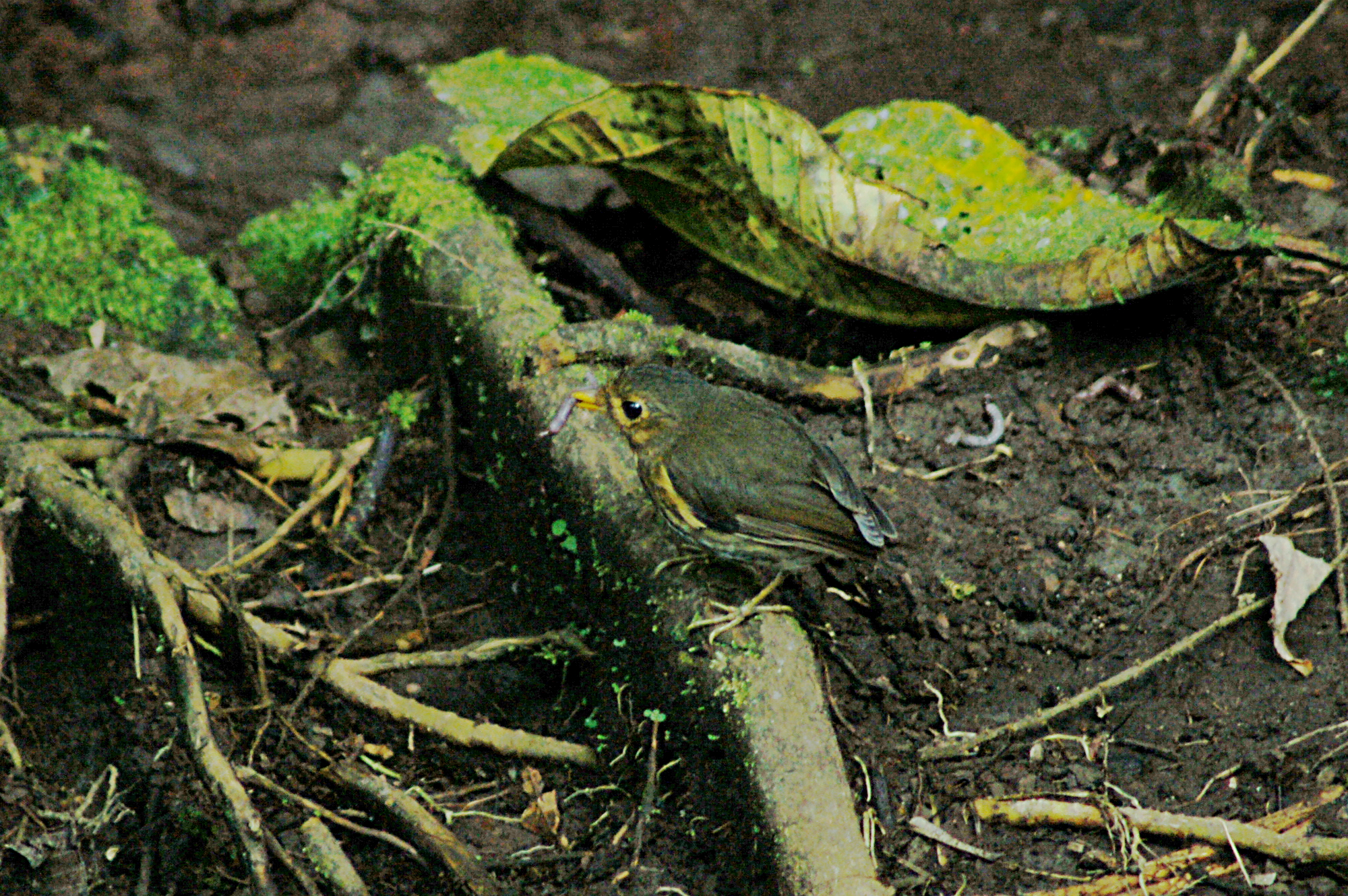
Ockerbrust-Ameisenpitta mit Beute

Ockerbrust-Ameisenpittas bewohnen feuchte Bergwälder, wo sie fast immer im dichten Unterholz, jedoch so gut wie nie direkt am Erdboden anzutreffen sind. Besonders scheinen sie dabei Bereiche in der Nähe von Wasserläufen zu bevorzugen, sofern diese verfügbar sind. Die Vögel bewegen sich meist hüpfend und kletternd fort und legen nur kurze Strecken fliegend zurück. Oft hängen sie vor allem bei der Nahrungssuche seitlich an vertikalen Ästen und Ranken und schlagen ihre Beute von dort aus mit einem schnellen Sprung oder in einem kurzen, direkten Flug. Die Vögel leben entweder als Einzelgänger oder in Paaren, Schwärme mit Vertretern der eigenen oder anderen Arten bilden sie offenbar nicht. Ob sie, wie einige verwandte Arten, ein ausgeprägtes Territorialverhalten besitzen, ist nicht bekannt. Die genaue Zusammensetzung der Ernährung ist bislang noch unerforscht, die Untersuchung eines einzelnen Mageninhalts brachte lediglich nicht näher bestimmte Raupen und weitere Gliederfüßer zu Tage.

### Fortpflanzung
Die Brutbiologie ist im Vergleich zu anderen Aspekten des Verhaltens der Art recht gut bekannt. So konnte etwa ein als Teil der Balz interpretiertes Verhalten beobachtet werden, bei dem das Männchen im Anschluss an eine erfolgreiche Jagd seine auf einem Zweig sitzende Partnerin mit hüpfenden Bewegungen umkreiste. Während der etwa 15 Minuten dauernden Zurschaustellung trug das Männchen das erbeutete Insekt in seinem Schnabel und fütterte es anschließend an das Weibchen. Die ganze Zeit über sang der männliche Vogel sehr lautstark, während das Weibchen immer wieder durch aufgeregtes Flattern mit den Flügeln auf die Balzversuche reagierte, ansonsten aber bewegungslos blieb. Nester und Eier der Art wurden erst um die Jahrtausendwende erstmals entdeckt und beschrieben. Als Standort des Nests werden Astgabeln kleiner Bäume genutzt, die sich bevorzugt in circa 3 m Höhe befinden. Zumindest gelegentlich können diese aber auch in deutlich niedrigerer Höhe angelegt werden. Das Nest selbst ist eine tassenförmige Konstruktion von gut 8 cm Durchmesser, bestehend aus Moosen, Pflanzenfasern, toten Blättern und Blattspindeln von Farnen. Die Eier sind von ovaler Form und besitzen eine helle, kaffeebraune Grundfarbe, gesprenkelt mit dunkelbraunen und schwarzen Flecken und Tupfern. Vermessen wurden bislang nur zwei Eier, deren Abmessungen im Mittel bei 20,55 × 16,70 mm lagen. Die übliche Gelegegröße scheint bei zwei Eiern zu liegen, seltener kommen offenbar auch Gelege mit nur einem einzelnen Ei vor. An der Bebrütung der Eier beteiligen sich beide Altvögel, die Inkubationszeit liegt zwischen 17 und 21 Tagen. Die zunächst noch nackten Jungvögel entwickeln nach einigen Tagen das typische, weiche Daunenkleid, das auch nach Verlassen des Nests noch für einige Zeit getragen wird. Die Dauer der Nestlingsphase, während der sich wiederum beide Eltern an der Versorgung der Jungvögel beteiligen, liegt bei circa 14 bis 16 Tagen.

### Lautäußerungen
Ockerbrust-Ameisenpittas sind im Vergleich zu anderen Arten der Gattung eher leise und wenig ruffreudig, entsprechend schlecht erforscht ist die genaue Funktion vieler Lautäußerungen. Der Gesang besteht aus etwa 30 einzelnen Noten, die innerhalb eines Zeitraums von circa sieben Sekunden vorgetragen werden. Während der ersten Hälfte steigen Lautstärke und Frequenz stetig an und verbleiben während des zweiten Teils auf demselben Niveau. Das Lied soll dabei wie ein hohes, rasselndes Trillern klingen. Deutlich häufiger gehört wird ein einzelnes, wie wheew oder tew klingendes Pfeifen, das etwa alle 10 bis 20 Sekunden wiederholt wird. Die Funktion dieses Rufs ist bislang noch unklar.

## Verbreitung und Gefährdung

Verbreitungsgebiet des Ockerbrust-Ameisenpittas

Der Ockerbrust-Ameisenpitta ist der am weitesten verbreitete Vertreter der Gattung Grallaricula. Auf Grund der geringen Körpergröße und unauffälligen Lebensweise werden die Vögel häufig übersehen, neue Populationen werden daher nach wie vor mit gewisser Regelmäßigkeit gemeldet. Das bekannte Verbreitungsgebiet erstreckt sich in etwa von Zentralbolivien entlang der Bergkette der Anden bis in den Nordwesten Kolumbiens, ist dabei jedoch nicht zusammenhängend. Generell scheint eine ganze Reihe von Populationen von ihren Artgenossen isoliert zu sein. Anders als alle übrigen Vertreter seiner Gattung ist der Ockerbrust-Ameisenpitta kein endemischer Bewohner Südamerikas, sondern kommt auch in Teilen Mittelamerikas vor. Hier gelangen Nachweise bislang aus der Serranía del Darién im Südosten Panamas sowie in einem größeren Gebiet weiter nordwestlich, das sich etwa von Zentralpanama bis zum Vulkan Arenal im Norden Costa Ricas erstreckt. Die Art bewohnt dabei Höhenlagen zwischen 500 und 2750 m, ist jedoch zwischen 900 und 2200 m am häufigsten anzutreffen. Die IUCN stuft den Ockerbrust-Ameisenpitta mit Stand 2017 als „potenziell gefährdet“ (Status near threatened) ein. Als größte Bedrohung für den Fortbestand der Art gilt der fortschreitende Habitatverlust durch die Abholzung der Wälder in der Region, was besonders stark in den tieferliegenden Regionen des Verbreitungsgebiets spürbar ist. Genaue Schätzungen der Bestandszahlen liegen aktuell nicht vor, dennoch ist ein grundsätzlich abnehmender Populationstrend erkennbar.

## Systematik

### Äußere Systematik
Die Erstbeschreibung des Ockerbrust-Ameisenpittas stammt aus dem Jahr 1858 und geht auf den britischen Zoologen Philip Lutley Sclater zurück. Beim Holotyp handelt es sich um ein Exemplar unbekannten Geschlechts, das an einem nicht näher zu bestimmenden Ort im Nordosten Ecuadors gesammelt worden war. Als wissenschaftlichen Namen der neuen Art wählte Sclater zunächst Grallaria flavirostris. Das Artepitheton setzt sich aus den lateinischen Begriffen flavus für „gelb“ und rostrum für „Schnabel“ zusammen. Noch im Jahr 1858 beschrieb Sclater die neue Gattung Grallaricula, in die er neben drei weiteren bisherigen Grallaria-Arten auch den Ockerbrust-Ameisenpitta stellte. 1890 bestimmte er Grallaricula flavirostris außerdem nachträglich zur Typusart der Gattung.

### Innere Systematik
Die innere Systematik der Art gilt als komplex, anhand von Unterschieden bei der Gefiederfärbung und -musterung sowie der Form und Färbung des Schnabels wurden in der Vergangenheit insgesamt neun Unterarten beschrieben. Die im Jahr 1901 beschriebene Unterart G. f. vegata wurde jedoch bereits kurz darauf als synonym mit G. f. costaricensis erkannt. Die übrigen acht Unterarten werden derzeit in der Regel als gültig anerkannt, wobei jedoch insbesondere für G. f. boliviana und G. f. costaricensis Anhaltspunkte vorliegen, dass es sich bei ihnen stattdessen um eigenständige Arten handeln könnte. Besonders das Fehlen von Tonaufnahmen der Gesänge der meisten Unterarten erschwert den Forschern eine klare Abgrenzung vieler Formen.
- G. f. flavirostris (Sclater, PL, 1858) – Die Nominatform kommt entlang der Ostkordillere der Anden vom östlichen Kolumbien bis in das südliche Ecuador und möglicherweise bis nach Peru vor. Sie besitzt insgesamt das größte Verbreitungsgebiet aller Unterarten.
- G. f. costaricensis Lawrence, 1866 – Die nördlichste Unterart, verbreitet in Costa Rica und West- bis Zentralpanama. Vertreter dieser Form zeigen ausgeprägte, individuelle Variationen bei der Gefiederfärbung, sind jedoch allgemein etwas dunkler als die Nominatform. Die Stirn ist leicht rötlich, an der Vorderseite findet sich ein recht ausgeprägtes Streifenmuster, das sonst vor allem bei den weiter südlich vorkommenden Unterarten typisch ist.
- G. f. brevis Nelson, 1912 – Endemisch in der Serranía de Pirre im äußersten Südosten Panamas. Sehr ähnlich wie die Nominatform, jedoch allgemein kleiner. Der Schnabel ist allerdings verhältnismäßig größer und in einem kräftigeren Gelb gefärbt.
- G. f. boliviana Chapman, 1919 – Die südlichste Unterart kommt zwischen der Provinz Puno in Zentralperu und dem Nordosten Boliviens vor, wobei jedoch das Verbreitungsgebiet vor allem im peruanischen Teil nicht zusammenhängend ist. Zum Zeitpunkt der Erstbeschreibung dieser Unterart waren noch keine anderen Grallaricula-Ameisenpittas aus Bolivien bekannt, ihre Entdeckung erweiterte das bekannte Verbreitungsgebiet der Gattung um circa 1600 km nach Süden. Ähnlich gefärbt wie die weiter nördlich vorkommende Form G. f. costaricensis, jedoch mit noch ausgeprägterem Streifenmuster im Brustbereich.
- G. f. ochraceiventris Chapman, 1922 – Westkordillere der kolumbianischen Anden von Antioquia bis nach Cauca. Darüber hinaus werden der Unterart provisorisch zwei isolierte Populationen in Zentral-Antioquia sowie in Santander zugerechnet, deren exakte taxonomische Zugehörigkeit allerdings noch unklar ist. Besonders ausgeprägte, ockerfarbene Färbung im Brust- und Bauchbereich, das Streifenmuster ist hingegen eher subtil.
- G. f. zarumae Chapman, 1922 – Endemisch im Südwesten Ecuadors, wo diese Unterart offenbar nur in besonders feuchten Bergwäldern vorkommt. Ähnelt G. f. ochraceiventris, das Streifenmuster an Brust und Bauch fehlt jedoch völlig. Darüber hinaus tendieren die ockerfarbenen Gefiederteile eher ins gelbliche, der Schnabel ist heller.
- G. f. mindoensis Chapman, 1925 – Nordwestliches Ecuador sowie jenseits der Grenze zu Kolumbien im südlichen Departamento de Nariño. Eine isolierte Population in der Cordillera Mache Chindul mit unklarer taxonomischer Zugehörigkeit wird außerdem provisorisch dieser Unterart zugeordnet. Stärker olivfarbene Oberseite als die Nominatform sowie eher orangefarbene Markierungen hinter dem Auge und an den Ohrdecken.
- G. f. similis Carriker, 1933 – Endemisch in Peru zwischen der Provinz Pasco und dem Río Marañón. Ähnlich wie G. f. boliviana, jedoch mit leicht blasserer Kehle und Brust und etwas dunkleren Ohrdecken.